# FPT Industrial
Fiat S.p.A. dedicada a la fabricación de motores para automóviles de pasajeros y vehículos comerciales ligeros.
Esta es la denominación Industrial. También perteneciente al grupo FIAT
FPT Industrial es una empresa italiana con sede en Turín, filial de CNH Industrial S.p.A., dedicada a las actividades relativas a la investigación, desarrollo, innovación, fabricación y comercialización de motores y tranmisiones para vehículos industriales.

## Historia
FPT Industrial se creó el 1 de enero de 2011 al escindirse mediante un spin-off las actividades industriales (camiones, autobuses, maquinaria de construcción y para la agricultura) del grupo Fiat S.p.A. Con ello Fiat S.p.A. pasaba a ser un grupo únicamente automovilístico y las actividades industriales se concentraban en un nuevo grupo independiente denominado Fiat Industrial S.p.A.
Antes de la escisión las actividades relacionadas con el diseño, fabricación y comercialización de motores industriales y para automóviles estaban englobadas en la filial Fiat Powertrain Technologies (FPT). Tras la escisión, Fiat Powertrain Technologies pasó a denominarse Fiat Powertrain y asumió únicamente las actividades relacionadas con los motores para automóviles, creándose FPT Powertrain para gestionar las actividades relacionadas con los motores industriales.

## Productos

### On-road
Fabrica motores para vehículos de transporte de mercancías (furgonetas, camiones) y pasajeros por carretera (autobuses y autocares). La gama de motores se estructura en tres familias de motores (Cursor, F1 y NEF), con potencias que van desde 97 a 560 CV y desde 2,3 a 12,9 litros de desplazamiento, siendo posible su aplicación en vehículos ligeros, medios o pesados. En sus motores de carretera utiliza diferentes tecnologías como pueden ser los common-rail de tercera generación, versiones alimentadas por CNG, con tecnología AdBlue o dotados con turbocompresores de doble etapa y geometría variable.

### Off-road
Fabrica motores para vehículos de movimiento de tierras y maquinaria de construcción y agrícola. Para estos sectores la gama de motores se estructura en cinco familias de motores (Cursor, F1, NEF, S8000 y Vector), con potencias que van desde 54 a 1024 CV y desde 3,2 a 20 litros de desplazamiento, estando algunos también disponibles en versión estructural (el motor forma parte de la estructura del vehículo). En este tipo de motores utiliza tecnologías como sistemas multi-válvulas, turbocompresores de geometría fija o variables, o sistemas de inyección common-rail.

### Marinos

#### Embarcaciones de recreo
La gama de motores para embarcaciones de recreo se estructura en cuatro familias (Cursor, F1, NEF y S4000), con potencias que van desde 20 a 825 CV.

#### Barcos comerciales
La gama de motores para barcos se estructura en dos familias (Cursor y NEF), con potencias que van desde 85 a 500 CV.

### Generadores
La gama de motores para generadores eléctricos se estructura en dos familias (Cursor, F5, NEF y Vector), con potencias que van desde los 32 a los 770 kW. Existen disponibles combinaciones híbridas de varios motores diseñadas para diferentes sectores como bancos, hospitales, centros comerciales, construcción o astilleros, así como para el uso doméstico. Para su uso militar y en aeropuertos existen generadores especiales de 400 Hz.

## Localizaciones

### Argentina
- Córdoba: La fábrica de Córdoba produce motores de la serie Cursor y Tector. Así provee de propulsores a los camiones y autobuses Iveco además de los tractores y cosechadoras Case, New Holland y CNH desde 2013. También abastece a los camiones Ford (Brasil) C-2042 Y C-2842 (6x2), y produce motores G-Drive para generadores.

### Brasil
- Sete Lagoas: La fábrica de Sete Lagoas (19°21′51″S 44°11′56″O / -19.36426, -44.198859) produce motores de las series Cursor, F1, NEF y S8000. Tiene una capacidad de producción de 132.000 unidades anuales. Se encuentra anexa a la fábrica de Iveco en Sete Lagoas y su superficie cubierta es de 30.000 metros cuadrados.

### China
- Chongqing: La fábrica de Chongqing 29°41′11″N 106°31′54″E / 29.686338, 106.531634 produce motores de las series Cursor, F1 y NEF. Tiene una capacidad de producción de 200.000 unidades anuales. La planta ocupa una superficie de 70.000 metros cuadrados. Anexo a la planta existe un centro de desarrollo para la adaptación de los diferentes diseños de motor a las demandas locales.

### España
- Barcelona: El centro de desarrollo de Barcelona (41°19′34″N 2°08′00″E / 41.326164, 2.133201) diseñaba motores para vehículos industriales y de combustibles alternativos.

El centro de desarrollo se cerró en 2011, junto con la planta de Irisbus en Barcelona
http://www.europapress.es/catalunya/noticia-preacuerdo-iveco-cierre-fabrica-irisbus-barcelona-20110719182445.html

### Estados Unidos
- Burr Ridge: El centro de desarrollo de Burr Ridge (41°45′49″N 87°55′16″O / 41.763554, -87.921198) investiga y desarrolla motores para vehículos agrícolas y de construcción.

### Francia
- Bourbon Lancy: La fábrica de Bourbon Lancy (46°37′30″N 3°44′45″E / 46.625138, 3.745827) produce motores de la serie Cursor. Tiene una capacidad de producción de 74.000 unidades anuales. La planta ocupa una superficie de 211.000 metros cuadrados, de los cuales 104.000 están cubiertos.

- Fecamp: La fábrica de Fecamp (49°43′22″N 0°21′35″E / 49.72274, 0.359634) produce motores para generadores eléctricos. Ocupa una superficie de 77.000 metros cuadrados, de los cuales 17.000 están cubiertos. Anexo a la misma planta, existe un centro de investigación y desarrollo dedicado a la homologación de dichos productos.

- Garchizy: La fábrica de Garchizy (47°01′33″N 3°05′17″E / 47.025818, 3.088011), también denominada Euromoteurs, se dedica a la regeneración de motores. Tiene una capacidad de producción de 18.000 unidades anuales. La planta ocupa una superficie de 46.000 metros cuadrados, de los cuales 25.000 están cubiertos.

### Italia
- Foggia: La fábrica de Foggia (41°25′28″N 15°38′31″E / 41.424492, 15.641857) produce motores de la serie F1. Tiene una capacidad de producción de 325.000 unidades anuales. La planta ocupa una superficie de 540.000 metros cuadrados, de los cuales 128.000 están cubiertos. La planta perteneció inicialmente a la sociedad SOFIM y fue adquirida por Iveco en 1981.

- Pregnana Milanese: La fábrica de Pregnana Milanese (45°31′15″N 9°00′25″E / 45.520782, 9.007014) produce motores de las series Cursor, F1, NEF y S4000 para barcos y generadores eléctricos. Tiene una capacidad de producción de 40.000 unidades anuales. La planta ocupa una superficie de 72.000 metros cuadrados, de los cuales 37.000 están cubiertos.

- Turín: La fábrica de Turín (45°06′47″N 7°42′44″E / 45.112948, 7.712111) produce cajas de cambio, motores de las series NEF, F5 y Vector. Además produce y ensambla ejes delanteros y traseros. Tiene una capacidad de producción anual de 120.000 cajas de cambio, 300.000 ejes, 200.000 motores de la serie NEF, 30.000 de la serie F5 y 1.900 de la serie Vector. La planta ocupa una superficie de 537.000 metros cuadrados, de los cuales 377.000 están cubiertos. Anexo a la planta existe un centro de investigación y desarrollo de motores y transmisiones para vehículos comerciales e industriales.

### Suiza
- Arbon: El centro de desarrollo de Arbon (47°31′19″N 15°38′31″E / 47.521976, 15.641857) investiga y desarrolla motores para vehículos industriales y comerciales.

## Resumen de motores
| Denominación       | Denominación | Aplicación | Aplicación   | Aplicación | Aplicación       | Aplicación | Aplicación  | Fabricación   | Fabricación | Fabricación | Fabricación       | Fabricación | Fabricación |
| Familia de motores | Abreviatura  | Carretera  | Construcción | Agrícola   | Barcos de recreo | Barcos     | Generadores | Bourbon Lancy | Chongqing   | Foggia      | Pregnana Milanese | Sete Lagoas | Turín       |
| ------------------ | ------------ | ---------- | ------------ | ---------- | ---------------- | ---------- | ----------- | ------------- | ----------- | ----------- | ----------------- | ----------- | ----------- |
| Cursor             | C            | Si         | Si           | Si         | Si               | Si         | Si          | Si            | Si          |             | Si                | Si          |             |
| F1                 | S            | Si         |              |            | Si               |            |             |               | Si          | Si          | Si                | Si          |             |
| F5                 | F            |            |              | Si         |                  |            | Si          |               |             |             |                   |             | Si          |
| NEF                | N            | Si         | Si           | Si         | Si               | Si         | Si          |               | Si          |             | Si                | Si          | Si          |
| Serie 4000         |              |            |              |            | Si               |            |             |               |             |             | Si                |             |             |
| Serie 8000         |              |            |              | Si         |                  |            |             |               |             |             |                   | Si          |             |
| Vector             | V            |            | Si           | Si         |                  |            | Si          |               |             |             |                   |             | Si          |